# Той, хто гасить світло
«Той, хто гасить світло» — кінофільм, драматичний детектив режисера Андрія Лібенсона по сюжету Олега Осипова «Темною водою». Прем'єра відбулася 2 жовтня 2008 року.

## Зміст
Другий місяць в Петербурзі орудує серійний вбивця. Щосереди його жертвою стає дівчинка у віці від 9 до 12 років. Батьки бояться відпускати дітей на вулицю без супроводу. Розслідування приводить капітана Петра Моісеєва в провінційний Світлогорськ. Поки ведеться слідство, вбивця дає зрозуміти Петру, що він — поруч, і в найближчу середу збирається принести в жертву ще одну дівчинку.

## Ролі
| Актор                     | Роль                                   |
| ------------------------- | -------------------------------------- |
| Олексій Гуськов           | капітан Петро Моїсеєв                  |
| Катерина Реднікова        | полковник Ірина Петрівна Кострова      |
| Артур Смольянінов         | лейтенант Олександр Орлов              |
| Андрій Смоляков           | Микола Федоров, батько вбитої дівчинки |
| Юрій Іцков                | Сергій Заславський                     |
| Андрій Зібров             | художник-інвалід Ігор Страхов          |
| Іван Кокорін              | Іван, помічник Петра                   |
| Олексій Горбунов          | майор Олексій Степанович Саутін        |
| Катерина Вілкова          | Анна, сестра вбитої дівчинки           |
| Сергій Гармаш             | Василенко                              |
| Ольга Онищенко            | Віра                                   |
| Сергій Андрейчук          | слідчий                                |
| Марина Солопченко         | Ольга, мати вбитої дівчинки            |
| Марія Кузнєцова           | директор школи                         |
| Андрій Дежонов (Анісімов) | міліціонер                             |
| Василь Щипіцин            | міліціонер                             |

## Факти
- Робоча назва фільму — «Государ».
- Фільм є дебютом Андрія Лібенсона.
- Фільм — учасник конкурсних програм кінофестивалів «Кінотавр» (Сочі), Монреальського Міжнародного Кінофестивалю (Канада), учасник «Днів Російського кіно» в Берліні та Парижі.
- Зйомки картини, в основному, проходили в місті Кіровську Ленінградської області.

## Знімальна група
- Режисер — Андрій Лібенсон
- Сценарист — Андрій Лібенсон, Олег Осипов
- Продюсер — Сергій Мелькумов, Дмитро Месхієв, Сергій Шумаков
- Композитор — Юрій Потієнко